# 종범장

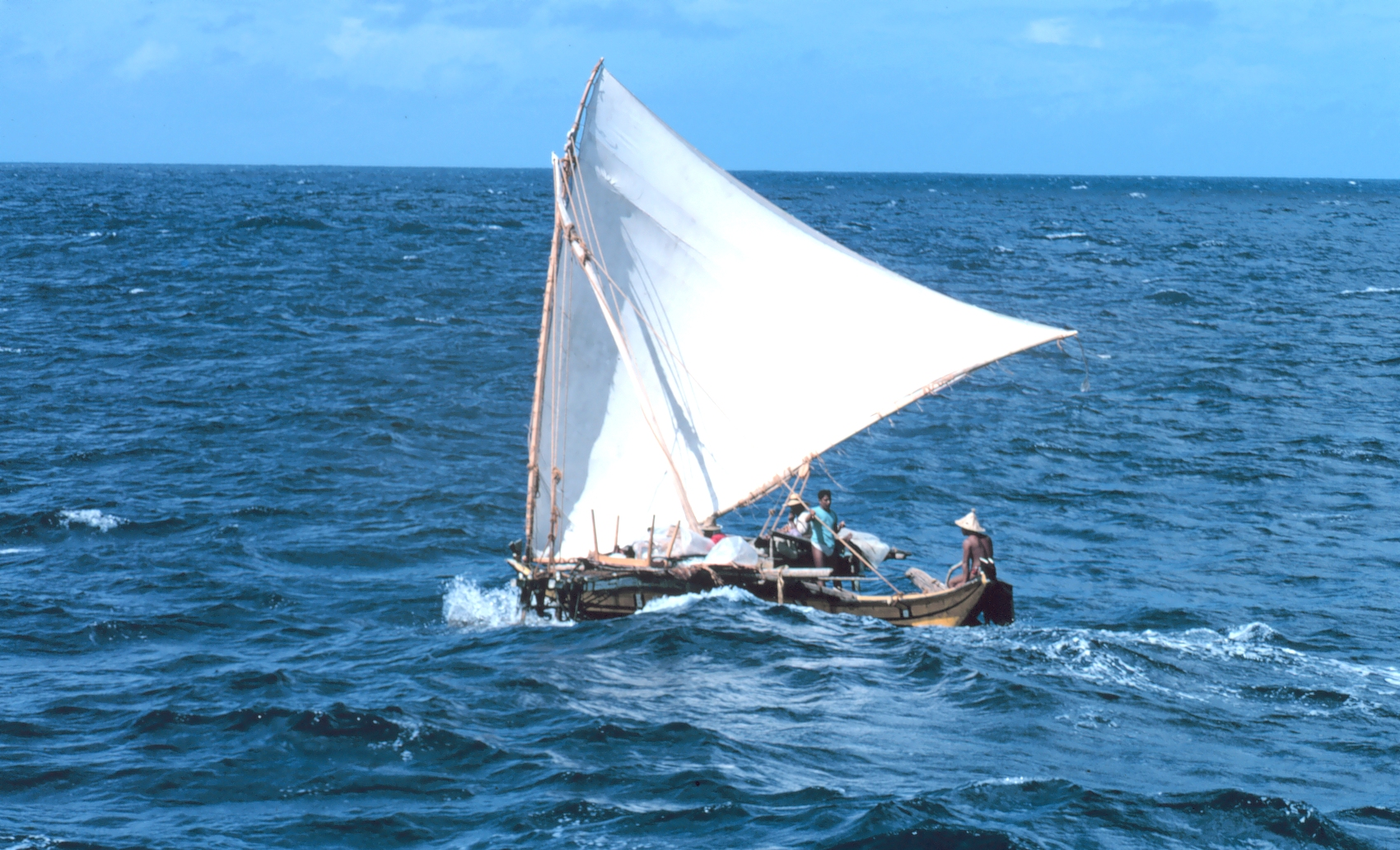

종범장(縱帆裝, fore-and-aft rig)은 용골에 수직이 아니고 평행하게 단 범장이다. 세로돛 또는 삼각돛이라고도 한다.